# Jean-Baptiste Coffinhal
Pierre-André Coffinhal-Dubail, bekannt als Jean-Baptiste Coffinhal, (* 7. November 1762 in Vic-sur-Cère; † 6. August 1794 in Paris) war ein französischer Jurist, Mitglied im Pariser Stadtrat und Mitglied des  Revolutionstribunals. Er war berüchtigt für seine Schauprozesse in der Terrorherrschaft und starb selbst nach dem Sturz von Maximilien de Robespierre am 9. Thermidor unter der Guillotine.
Coffinhal war der Sohn eines Anwalts in seinem Geburtsort, der dort zur bürgerlichen Honoratiorenschicht gehörte. Zwei seiner älteren Brüder studierten Jura und wurden Anwälte: Joseph (1757–1841), der unter Napoleon Baron Dunoyer und Staatsrat wurde, und Jean-Baptiste (1746–1818). 
Coffinhal studierte zunächst Medizin, gab das aber auf und wurde juristischer Angestellter bei der Staatsanwaltschaft. Er war ein begeisterter Anhänger der Französischen Revolution, war Mitglied des Jakobiner-Clubs und nahm im August 1792 an der Erstürmung der Tuilerien teil. Bei Einführung des Revolutionstribunals am 10. März 1793 wurde er einer der Richter, stand Robespierre nahe und war mit dem berüchtigten öffentlichen Ankläger Antoine Quentin Fouquier-Tinville befreundet. 
Er führte den Vorsitz beim Prozess gegen Jacques-René Hébert und dessen Anhänger (März 1794) und gegen die Generalpächter, darunter den berühmten Chemiker Antoine de Lavoisier (Mai 1794). In seinen Prozessen legte er einen fanatischen Eifer an den Tag; er war berüchtigt dafür, den Angeklagten das Wort abzuschneiden. Er fälschte Protokolle und unterschlug und fälschte Beweismittel. Im Prozess gegen Lavoisier soll er als jemand dessen wissenschaftliche Verdienste anführte geäußert haben: La  république n’a pas besoin de savants et de chimistes, le cours de la justice ne peut être suspendu. („Die Republik braucht weder Wissenschaftler noch Chemiker. Der Lauf der Justiz darf nicht aufgehalten werden.“), doch ist das umstritten. Während der Verhandlungen sprach er reichlich dem Wein zu, und er war bekannt für seine Anflüge fehlgeleiteten Witzes gegen die Angeklagten.
Im Juni 1794 wurde er einer der drei Vizepräsidenten des Revolutionstribunals und führte die Verhandlung gegen André Chénier.
Beim Sturz von Robespierre am 27. Juli 1794 (9. Thermidor) war er mit diesem im Rathaus verschanzt und floh nach dessen Erstürmung zunächst und konnte sich einige Tage verstecken, wurde dann aber verraten und verhaftet. Während der Gefangenschaft soll er nach seinem Zellengenossen Fouquier-Tinville ununterbrochen insbesondere François Hanriot verflucht haben, der den Sturz Robespierres nicht verhindern konnte und durch unsicheres Verhalten sogar beförderte. Es gab sogar Gerüchte, dass er im Rathaus am 9. Thermidor Hanriot aus dem Fenster warf. Hanriot war zuvor bei dem Versuch der Befreiung Robespierres in den Tuilerien selbst gefangen genommen worden und durch Coffinhal befreit worden. Hanriot sollte als Kommandant der Nationalgarde eigentlich die Sicherheit der Robespierre-Anhänger sicherstellen. Am 6. August 1794 wurde er zum Tode verurteilt und guillotiniert. Die Menge skandierte bei der Hinrichtung in Anspielung auf sein eigenes Verhalten im Revolutionstribunal Coffinhal, tu n'as pas la parole! (Coffinhal, du hast nicht das Wort).